# Палуга (приток Мезени)
Палуга — река в России, течёт по территории Юромского сельского поселения Лешуконского района Архангельской области. Устье реки находится в 143 км по правому берегу реки Мезень. Длина реки составляет 10 км. В устье реки находится деревня Палуга.

## Данные водного реестра
По данным государственного водного реестра России относится к Двинско-Печорскому бассейновому округу, водохозяйственный участок реки — Мезень от водомерного поста деревни Малонисогорская и до устья. Речной бассейн реки — Мезень.
Код объекта в государственном водном реестре — 03030000212103000048869.